# Acrylsäureester

Allgemeine Formel von Acrylsäureestern. R ist eine Organylgruppe.

Acrylsäureester sind Ester, die sich von der Acrylsäure (CH2=CH-COOH) ableiten und damit die allgemeine Formel CH2=CH-COOR besitzen.  Dabei steht R für eine Organylgruppe. Zusammen mit den Salzen der Acrylsäure gehören die Ester zu den Acrylaten.

## Herstellung
Acrylsäureester werden großtechnisch hergestellt, indem man die Acrylsäure mit dem entsprechenden Alkohol unter Zugabe eines Katalysators reagieren lässt. Die Reaktion mit niederen Alkoholen (Methanol, Ethanol) findet bei 100–120 °C unter saurer heterogener Katalyse (Kationenaustauscher) statt. Die Umsetzung höherer Alkohole (n-Butanol, 2-Ethylhexanol) wird in homogener Phase mit Schwefelsäure katalysiert. Acrylsäureester höherer Alkohole sind auch durch Umesterung niederer Ester unter Katalyse mit Titanalkoholaten oder organischen Zinnverbindungen (z. B. Dibutylzinndilaurat) zugänglich. Da es sich bei der Veresterung um eine Gleichgewichtsreaktion handelt, werden zur Erhöhung des Umsatzes die Reaktionsprodukte destillativ abgetrennt. Wegen der ausgeprägten Polymerisationsneigung der Acrylsäureester werden die Reaktionsgemische mit Inhibitoren (z. B. Phenothiazin) versetzt und die Veresterung unter Magerluftatmosphäre (Sauerstoffgehalt unter 20 Vol.-%) durchgeführt. In großen Mengen werden unter anderem Acrylsäuremethylester, Acrylsäureethylester, Acrylsäurebutylester, Acrylsäureisobutylester und Acrylsäure-2-ethylhexylester [(2-Ethylhexyl)acrylat, 2-EHA] produziert.

## Anwendungen
Acrylsäureester werden bei der Diels-Alder-Reaktion gerne als Dienophile zur Herstellung cyclischer Carbonsäureester eingesetzt. Die Hauptanwendung von Acrylsäureestern liegt in Homo- und Copolymeren mit z. B. Acrylsäure, Acrylamiden, Methacrylaten, Acrylnitril, Maleaten, Vinylacetat, Vinylchlorid, Styrol, Butadien und ungesättigten Polyestern für Kleb- und Dichtstoffe, Lacke und Anstriche, Beschichtungen für Textilien, Leder, Papier sowie für eine Vielzahl von Kunststoffen.
Als Reaktivverdünner werden unter anderem Hexandioldiacrylat, Isobornylacrylat und 2-EHA verwendet.